# 三門原子力発電所
三門原子力発電所 (中国語: 三门核电站)は中華人民共和国浙江省台州市三門県に建設中の原子力発電所。1号機と2号機の着工は2008年2月26日に行われ、3号機と4号機の建設は2009年に始められることが計画されていた。当初計画では1号機は2013年、それ以外の3機は2014年から2015年に送電網に同期する予定であったが遅れている。1号機は2018年9月21日、2号機も2018年11月6日に商業運転に移行した。

## 概要
三門原発は東芝の子会社ウェスチングハウス・エレクトリック・カンパニーが開発したAP1000の世界初の導入である。計画開始の公表はウェスチングハウスが入札コンテストで他の企業に勝ってからおよそ12ヵ月後に行われた。新炉のための契約にはウェスチングハウスの少数株主のショー・グループも含まれた。ショー・グループはエンジニアリング、調達、試運転、情報管理とプロジェクト管理サービスを提供する。最初の2基の費用は400億人民元(約59億US$)以上と見積もられている。
1号機のための掘削は2008年に始まった。縦孔の品質は計画より67日間前倒しで認定され、2009年4月19日に1号機の建設が開始され、最初の5,200立方メートルのコンクリートが打設された。式典には国家核電技術有限公司(SNPTC)の王炳華とウェスチングハウスのCEO アリス・カンドリスが出席した。2号機のコンクリート打設は2009年12月15日に始まり、国家核電技術有限公司は計画が6週前倒しで進められていると公表した。これは2014年の6月に運営を開始できることを意味している。
実際には建設は遅れており、2015年10月31日になってようやく1号機の圧力容器耐圧テストが完了した。この時点で1号機の運転開始は2016年9月の予定であったが、ここからさらに遅れて2018年6月21日にようやく初臨界を達成し、6月30日には送電網に同期、9月21日に商業運転に移行した。続いて2018年8月17日には2号機も初臨界を達成し、8月24日に送電網に同期、11月6日に商業運転に移行した。

## 原子炉
| 原子炉 | 原子炉形式    | 正味発電量 | 総発電量 | 熱出力  | 建設開始       | 初臨界         | 送電網接続    | 商業運転       | 注記          |
| ------ | ------------- | ---------- | -------- | ------- | -------------- | -------------- | ------------- | -------------- | ------------- |
| 第一期 |               |            |          |         |                |                |               |                |               |
| 1号機  | PWR / AP1000  | 1157 MW    | 1251 MW  | 3400 MW | 2009年4月19日  | 2018年06月21日 | 2018年6月30日 | 2018年09月21日 | [ 19 ]        |
| 2号機  | PWR / AP1000  | 1157 MW    | 1251 MW  | 3400 MW | 2009年12月15日 | 2018年08月17日 | 2018年8月24日 | 2018年11月05日 | [ 20 ]        |
| 第二期 |               |            |          |         |                |                |               |                |               |
| 3号機  | PWR / CAP1000 | 1163 MW    | 1251 MW  | 3400 MW | 2022年6月28日  |                |               |                | [ 21 ]        |
| 4号機  | PWR / CAP1000 | 1163 MW    | 1251 MW  | 3400 MW | 2023年3月22日  |                |               |                | [ 22 ] [ 23 ] |
| 5号機  | PWR / AP1000  |            |          |         |                |                |               |                |               |
| 6号機  | PWR / AP1000  |            |          |         |                |                |               |                |               |

## 註
1. ↑  Proctor, Darrell (2018年9月20日). “AP1000 Reactor Set for Commercial Operation in China”. POWER magazine.   Access Intelligence. 2019年12月27日閲覧。
2. 1 2  “Nuclear Power Reactor Details – SANMEN 1”. Power Reactor Information System (PRIS).  International Atomic Energy Agency. 2011年6月4日時点のオリジナルよりアーカイブ。2009年12月16日閲覧。
3. ↑  “First 3rd-generation nuclear plant to be built”.  新華社 (2008年2月27日). 2008年7月30日閲覧。
4. ↑  “Nuclear power in China”. Information Papers: Country Briefings.  世界原子力協会 (WNA) (2008年6月). 2009年12月16日閲覧。
5. 1 2  “First AP1000 reactor enters commercial operation”. World Nuclear News (World Nuclear Association). (2018年9月21日) 2018年9月22日閲覧。
6. 1 2  “Sanmen 2 AP1000 enters commercial operation”. World Nuclear News.  世界原子力協会 (World Nuclear Association) (2018年11月6日). 2018年11月7日閲覧。
7. ↑  “世界初AP1000™ 中国 三門原子力発電所1号機 耐圧試験完了”. 東芝. (2016年5月30日) 2016年10月30日閲覧。
8. ↑  The Wall Street Journal. Westinghouse and Shaw Sign Historic Contracts to Provide Four AP1000 Nuclear Power Plants in China
9. ↑  “China starts building 3rd-generation nuclear power reactors using Westinghouse technologies”. Xinhua. (2009年4月19日) 2009年4月21日閲覧。
10. ↑  "Sanmen excavation completed early". World Nuclear News. September 2, 2008.
11. ↑  “First concrete at Sanmen” (英語). World Nuclear Association. (2009年4月20日).  オリジナルの2023年12月28日時点におけるアーカイブ。 2024年10月19日閲覧。
12. ↑  “World's 1st AP1000 nuclear unit under construction in E China”. 新華社. (2009年4月19日).  オリジナルの2009年4月22日時点におけるアーカイブ。 2024年10月19日閲覧。
13. ↑  “Sanmen 2 under construction”. World Nuclear Association. (2009年12月16日).  オリジナルの2024年2月25日時点におけるアーカイブ。 2024年10月19日閲覧。
14. ↑  “Containment tests completed at Sanmen 1”. World Nuclear News (World Nuclear Association). (2015年11月24日) 2015年12月24日閲覧。
15. ↑  “Chinese AP1000s pass commissioning milestone”. World Nuclear News (World Nuclear Association). (2018年6月22日) 2018年6月25日閲覧。
16. ↑  “First AP1000 unit begins generating power”. World Nuclear News (World Nuclear Association). (2018年7月2日) 2018年7月23日閲覧。
17. ↑  “Commissioning milestones at Chinese AP1000s”. World Nuclear News.  World Nuclear Association (2018年8月17日). 2018年8月19日閲覧。
18. ↑  “Second Sanmen AP1000 connected to grid”. World Nuclear News (World Nuclear Association). (2018年8月24日) 2018年8月27日閲覧。
19. ↑  “SANMEN-1”. Power Reactor Information System (PRIS).  International Atomic Energy Agency (IAEA) (2023年3月29日). 2021年4月23日閲覧。
20. ↑  “SANMEN-2”. PRIS.   IAEA (2023年3月29日). 2023年3月30日閲覧。
21. ↑  “SANMEN-3”. PRIS.   IAEA (2023年3月29日). 2023年3月30日閲覧。
22. ↑  “Construction starts on fourth Sanmen unit”. www.world-nuclear-news.org 2023年3月22日閲覧。
23. ↑  “SANMEN-4”. PRIS.  IAEA (2023年3月29日). 2023年3月30日閲覧。